# Willis Alston
Willis Alston, född 1769 i Halifax County, North Carolina, död 10 april 1837 i Halifax, North Carolina, var en amerikansk politiker och plantageägare. Han var ledamot av USA:s representanthus 1799–1815 och 1825–1831.
Alston gick med i demokrat-republikanerna och tillträdde 1799 som kongressledamot. 16 år i representanthuset åtföljdes av ett tio år långt uppehåll. År 1825 gjorde Alston sedan comeback som anhängare av Andrew Jackson. Alston ställde inte längre upp till omval i kongressvalet 1830 utan lämnade politiken och återvände till sin plantage.